# Carlos Antonio Lozada
Julián Gallo Cubillos (Bogotá, 24 de marzo de 1961), también conocido con su alias Carlos Antonio Lozada, es un político y exguerrillero colombiano de las Fuerzas Armadas Revolucionarias de Colombia - Ejército del Pueblo (FARC-EP). Fue negociador del Acuerdo de Paz entre el gobierno colombiano y las FARC-EP, actualmente es senador de la república para el periodo 2022-2026. 
Integrante del Consejo Político Nacional de Comunes, partido político que surgió de la firma de los Acuerdos de paz. Senador de la República, cabeza de la lista al Senado y jefe de la bancada parlamentaria de este partido en el Congreso. 

## Biografía
Nacido en Bogotá, es el cuarto de seis hermanos, estudió en el Colegio Tomás Carrasquilla, cuando ingresó a la guerrilla de las FARC-EP tenía 17 años, cursaba su último año de bachillerato en el Colegio Distrital La Merced.  
Su padre fue militante del Partido Comunista, por lo que Julián se vinculó desde los 15 años. En ese momento el país vivía tiempos de dura agitación política por cuenta de la crisis económica en el gobierno de Alfonso López Michelsen. Participó en el Paro Cívico Nacional de 1977. La instauración del estado de sitio enfureció a los sindicatos y se impulsó un levantamiento popular que dejó un número incierto de muertos. Ese día Gallo salió a marchar. Como también lo hizo en el paro de mayo de 1978 por el aumento en las tarifas de transporte. Pero ese día fue capturado. Lo llevaron a la Escuela de Artillería, lo apalearon y lo mandaron a la Cárcel Distrital, donde permaneció por un mes. Esa experiencia fue definitiva en su vida, y al salir estaba decidido: se iba para las FARC-EP.

### Militancia en las FARC-EP
En ese momento en la Juventud Comunista había un grupo de revolucionarios que forman parte de la historia de las FARC-EP: Andrés París y Alfonso Cano, era el secretario, quien junto a Pablo Catatumbo lo despacharon hacia Cali el 20 de septiembre de 1978. De Cali lo mandaron a una comisión en el Frente 6, bajo el mando de Miguel Pascuas, uno de los fundadores de las FARC-EP. Se le asignó la responsabilidad de fundar el Frente 8, en la cordillera occidental. El 1 de mayo de 1979, coordinó la toma a un caserío en El Tambo (Cauca). En esos primeros años en las filas insurgentes, Gallo ascendió rápidamente en la estructura militar. Su facilidad para hablar con los campesinos lo volvió importante en las labores de organización de masas. Una habilidad que luego lo llevaría a vivir la vida clandestina. 
En el año 1981 lo envían a cumplir misiones logísticas en Cali y Palmira. En 1983, Manuel Marulanda y Jacobo Arenas le entregaron la dirección del trabajo urbano. En esas tareas duró 19 años, hasta el año 2000 que lo llamaron a hacer parte de la mesa de diálogos del Caguán.  Durante esos años de clandestinidad vivió en Cali, Medellín, Bogotá, Bucaramanga y Barranquilla. Pasó por vendedor, empleado, comerciante, taxista. 
En septiembre de 1996 fueron asesinados supuestos miembros de la Red Urbana Antonio Nariño en la masacre de Mondoñedo ejecutada por miembros de la Dijin de la Policía Nacional detuvieron un carro en el que se movilizaban. Los detenidos fueron llevados al botadero de Mondoñedo, donde los torturaron hasta matarlos. A los otros dos, los ultimaron al siguiente día cuando salían de sus casas. Fue integrante del Secretariado de las FARC-EP desde 2010 y jefe de la Red Urbana Antonio Nariño. 
“Entre el 96 y el 2000 estuve organizando la red y cuando se acaban los diálogos del Caguán sigo como comandante del Frente pero ya desde el monte. Primero me ubique en municipios del páramo de Sumapaz.  Allí viví la etapa previa al Plan Colombia, fue una operación contra los diez frentes que teníamos en Cundinamarca. Se nos soltó encima una operación militar muy grande que terminó con un golpe a todos los frentes, en el caso del Antonio Nariño tuvimos varias bajas y una situación muy compleja para poder salir de Cundinamarca hacia el Meta”.

### Negociador de Paz
Desde el año 2000, Carlos Antonio Lozada fue negociador en la mesa de diálogos del Caguán.
En el 2015 en la mesa de diálogos de La Habana, resultó ser uno de los más pragmáticos negociadores que dio celeridad a las conversaciones. 
Es reconocido por haber sido negociador plenipotenciario del Acuerdo Final para la Terminación del Conflicto y la construcción de una Paz Estable y Duradera entre el Estado colombiano y las FARC-EP, desde la jefatura de la subcomisión técnica para el fin del conflicto, donde se construyó el proceso de dejación de armas, el cese al fuego bilateral y definitivo, así como otros puntos que fueron columna vertebral del proceso. Fue el jefe de la subcomisión técnica del conflicto de las FARC-EP y junto al general Javier Flórez, construyeron todo el acuerdo que contiene el proceso de dejación de armas, el cese al fuego bilateral y definitivo, las zonas veredales y otros puntos que fueron la columna vertebral del proceso. 

### Senador de la República
Actualmente es Senador de la República de Colombia y vocero de la bancada parlamentaria de la Fuerza Alternativa Revolucionaria del Común, partido político que surgió de la firma de los acuerdos de paz. Además de integrar la Bancada Alternativa de oposición (Convergencia por la paz, la vida y la democracia), hace parte de la Comisión Primera Constitucional y de la Comisión de Paz del Senado. Es integrante del Consejo Político Nacional del partido político Fuerza Alternativa Revolucionaria del Común. Auxilió en un ataque cardiaco al senador José Obdulio Gaviria.

### Acusaciones
Un fallo judicial le favoreció ante las acusaciones de violación y reclutamiento por PanAm Post. Y fue acusado por los mismos delitos por la Corporación Rosa Blanca. Se encuentra en investigaciones por la Jurisdicción Especial para la Paz.
En octubre de 2020 el antiguo Secretariado de las FARC-EP reconocieron el asesinato de Álvaro Gómez entre otros políticos y exguerrilleros ante la Jurisdicción Especial para la Paz. Lozada reconoció el haber ejecutado la orden de asesinato de Gómez al recibirla de alias Mono Jojoy, y asociando su muerte a la Masacre de Mondoñedo.